# Georg Wissowa
Georg Wissowa (Neudorf, 17 giugno 1859 – Halle an der Saale, 11 maggio 1931) è stato un filologo classico tedesco.
La sua attività principale fu lo studio della religione romana.

## Biografia
Wissowa frequentò le università di Breslavia e di Monaco di Baviera. Nel 1880 si laureò a Breslavia e nel 1882 passò l'esame di abilitazione all'insegnamento, poi nel 1886 divenne professore all'Università di Marburgo e nel 1895 all'università di Halle.
Il suo nome è associato a quello di August Friedrich Pauly alla redazione della monumentale Realencyclopädie der classischen Altertumswissenschaft, meglio nota come Pauly-Wissowa.

## Opere (elenco parziale)
- (EN) De Macrobii Saturnalium Fontibus, 1880.
- (DE) Heinrich Brunn (1822 - 1894) Nachlass: Briefe und Karten, 1880.
- (DE) Otto Crusius (1857-1918), Nachlass: Briefe und Karten, 1890.
- (DE) Karl Krumbacher (1856-1909) Nachlass: Brief und Karten, 1893.
- Parodia di una scena di scuola rilievo in terracotta della collezione Tyskiewicz, in Bullettino dell'imperiale Istituto Archeologico Germanico - sezione Romana, vol. V, Rom, Verlag von Loescher & C., 1890,  pp. 3-11.
- (LA) De feriis anni Romanorum vetustissimi observationes selectae, Marburgo, R. Friedrich, 1891.
- (DE) Paulys Real-encyclopadie: Classischen Altertumswissenschaft, 1897.
- (LA) Analecta Romana topographica, 1897.
- (DE) Religion und Kultus der Römer, 1902.
- (DE) Gesammelte Abhandlungen zur römischen Religions- und Stadtgeschichte, 1904.
- (DE) Bestehen und Vergehen in der Römischen Literatur, M. Niemeyer, 1908.
- (DE) Paul Wolters (1858-1936), Nachlass, 1917.